# Kathedrale von Tropea

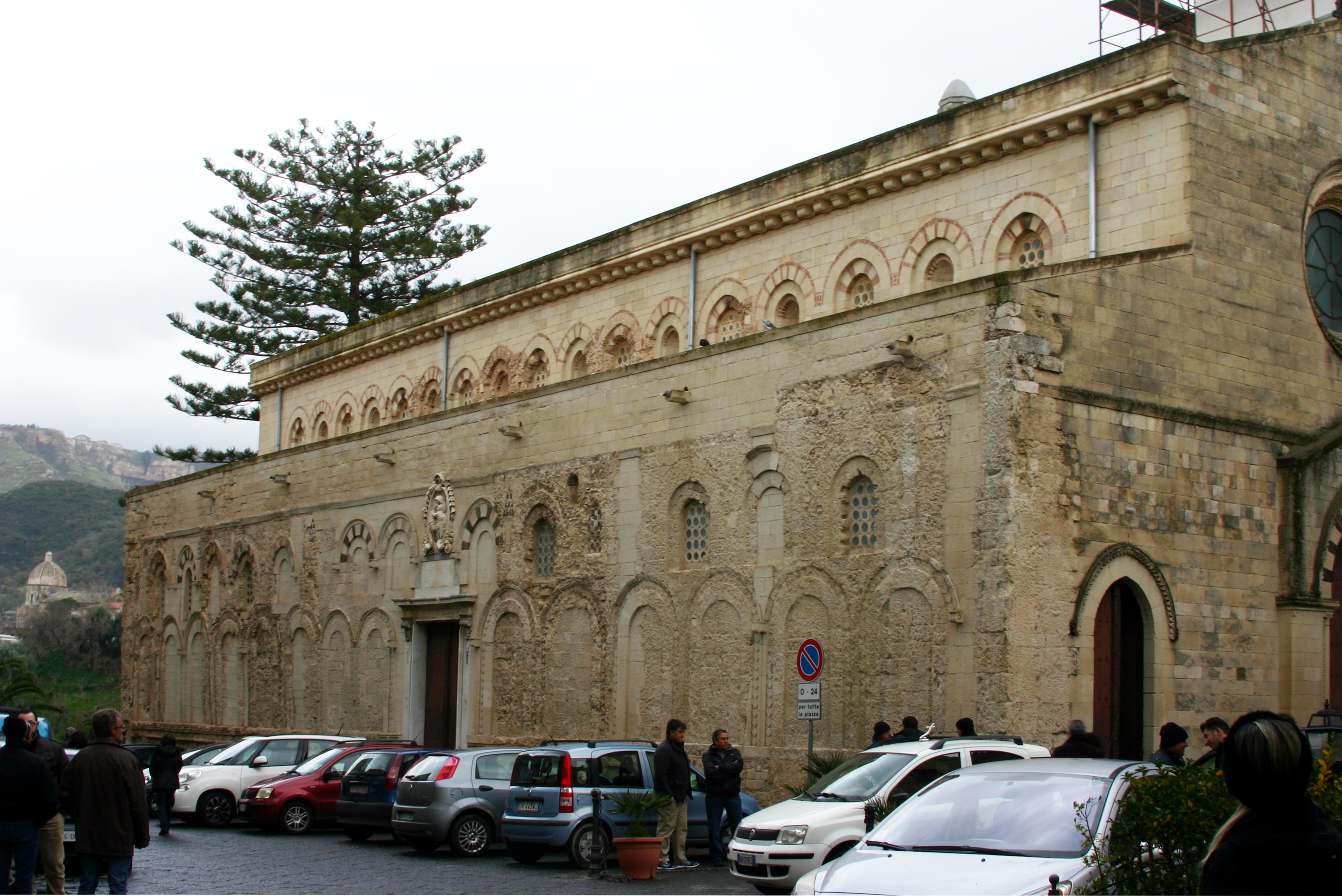
Kathedrale von Tropea

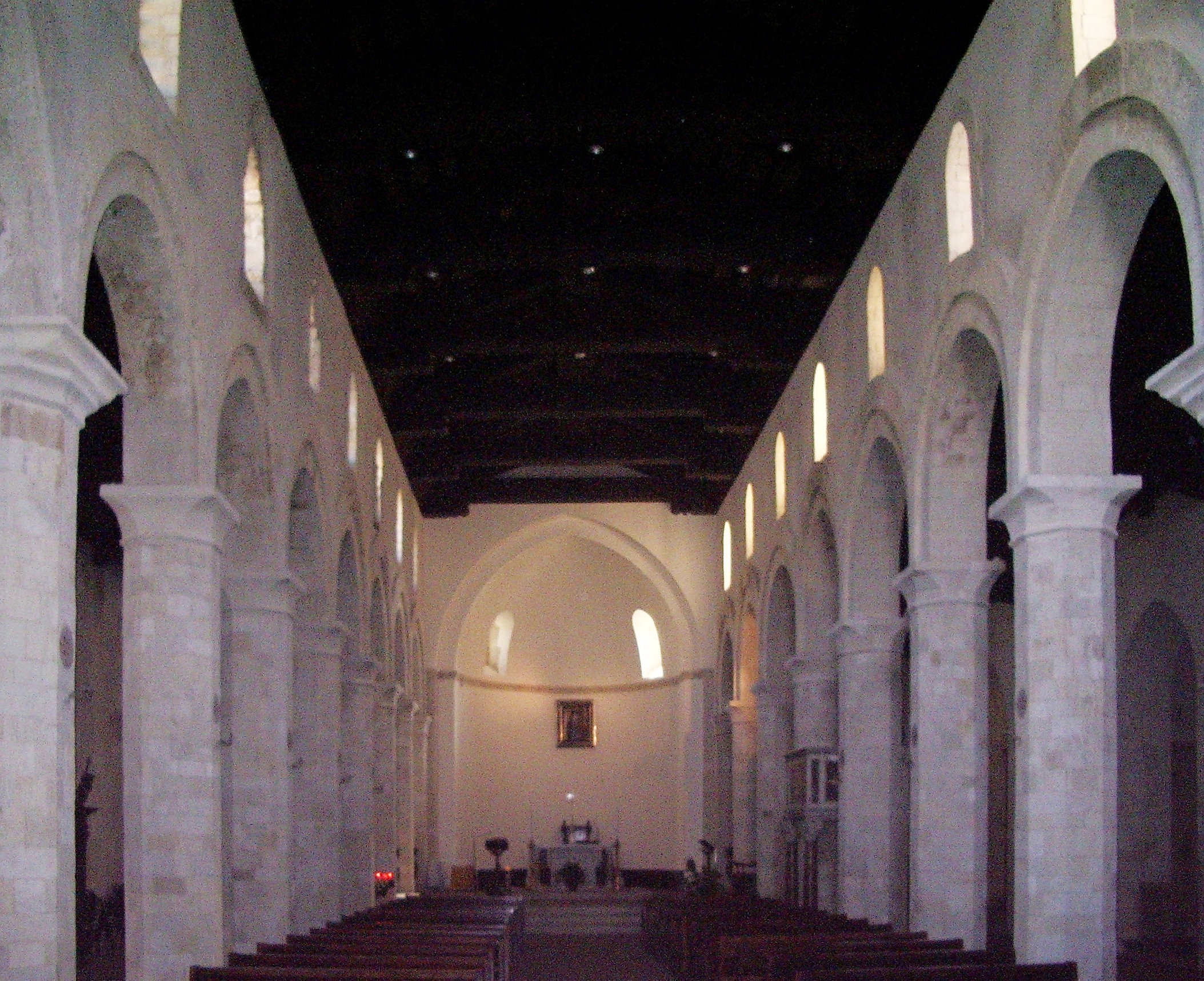
Blick durch das Langhaus zum Chor

Die Kathedrale von Tropea ist eine von den Normannen erbaute ehemalige Bischofskirche in Tropea (Region Kalabrien) in Italien. Die Kirche ist heute Konkathedrale des Bistums Mileto-Nicotera-Tropea.

## Geschichte
Die der heiligen Maria als St. Maria von Romania (italienisch: Maria Ss. di Romania) geweihte Kirche wurde im normannischen Stil auf den Grundmauern einer älteren byzantinischen Kirche errichtet und wurde in der zweiten Hälfte des 12. Jahrhunderts fertiggestellt. Zu dieser Zeit gehörte Tropea zu dem von den Normannen beherrschten Königreich Sizilien.
In der Barockzeit ist die Kirche barockisiert worden. Nachdem die Kathedrale 1905 von einem Erdbeben schwer beschädigt worden ist, wurde sie in den Jahren 1927 bis 1931 grundlegend restauriert. Dabei wurde eine Rekonstruktion des ursprünglichen Erscheinungsbildes durchgeführt und eine Entfernung der barocken Stilelemente vorgenommen. Den Hauptaltar ziert ein Bildnis der Maria von Romania, die Tropea 1638 vor den Folgen eines schweren Erdbebens verschont haben soll. Unterhalb des Altars ruhen in einer goldenen Urne Reliquien der heiligen Märtyrerin Dominica, der Schutzpatronin Tropeas. In einer Seitenkapelle ist das zwei Meter hohe Schwarze Kruzifix aus dem 15. Jahrhundert ausgestellt. Ein staufischer Bogengang aus dem 13. Jahrhundert verbindet die Kathedrale mit dem benachbarten Bischofspalast, der heute das Diözesanmuseum beherbergt.